# Огородник Орест Володимирович
Орест Володимирович Огородник (нар. 28 квітня 1973, Львів) — український актор, драматург, режисер-постановник Національного академічного українського драматичного театру імені Марії Заньковецької. Заслужений діяч мистецтв України.

## Життєпис
Народився 28 квітня 1973 року у Львові.
Закінчив Вищий музичний інститут імені Миколи Лисенка, за спеціальністю — актор музично-драматичного театру та кіно, курс народного артиста України, професора Федора Стригуна та Львівський національний університет імені Івана Франка, факультет культури і мистецтв, кафедра режисури, курс народного артиста України, професора Федора Стригуна.
Актор та режисер-постановник Національного академічного українського драматичного театру імені Марії Заньковецької.
Крім численних акторських і режисерських робіт у театрі та кіно, Орест Огородник є режисером п'яти Фестивалів національних меншин у Львові, режисером і сценаристом І Міжнародного фестивалю імені Квітки Цісик (2011 рік).

## Театр

### Актор
- «Останній гречкосій» Орест Огородник — Інспектор/Аристарх;
- «Візит літньої пані» Фрідріх Дюрренматт — Тобі;
- «Віяло леді Віндермір» Оскар Вайльд — Містер Гоппер;
- «Небилиці про Івана, знайдені в мальованій скрині з написами» Іван Миколайчук — Пан на санях;
- «Гуцулка Ксеня» Ярослав Барнич — Юра;
- «Державна зрада» Рей Лапіка — Пантелеймон Куліш/Василь Білозерський/Степан;
- «Ісус, син Бога живого» Василь Босович — Ісус Варавва;
- «Невольник» Тарас Шевченко — Подорожній, запорожець;
- «Сільва» Імре Кальман — Едвін, їх син;
- «Троє товаришів» Еріх Марія Ремарк — Готтфрід Ленц;
- «Шаріка» Ярослав Барнич — Степан Балинський;
- «Назар Стодоля» Тарас Шевченко — Хома Кичатий, сотник;
- «По щучому велінню» Марко Кропивницький — Дід Всевід/Циган;
- «Історія коня» Лев Толстой — Феофан (він же Фріц);
- «Циліндр» Едуардо Де Філіппо — Родольфо;
- «Безодня» Орест Огородник — Орест, держслужбовець;
- «Різдвяна ніч» Михайло Старицький (за Миколою Гоголем) — Корній Чуб, багатий козак;;
- «Украдене щастя» Іван Франко — Мефодій;
- «Марія Заньковецька» Іван Рябокляч — Михайло Старицький;
- «Гайдамаки» Тарас Шевченко — гайдамака;
- «Павло Полуботок» Кость Буревій — солдат;
- «Не вбивай» за Богданом Лепким — ротмістр;
- «Батурин» за Богданом Лепким — козак;
- «По щучому велінню» Марко Кропивницький — дід Всевід;
- «Ромео і Джульєтта» Вільям Шекспір — Тібальт;
- «Ісус, син Бога живого» Василь Босович — солдат, Спокусник, Петро, Варавва, посланець, вісник;
- «Маклена Граса» Микола Куліш — С. Граса;
- «На межі» Леся Українка — солдат;
- «Хазяїн» Іван Карпенко-Карий — Калинович;
- «Ніч на полонині» Олександр Олесь — лісовий чорт;
- «Шаріка» Ярослав Барнич — Степан Балинський/Тарас;
- «А дощ все йде» О. Піддубна — придворний;
- «Звичайна горошина» Всеволод Данилевич — імператор Труляційський;
- «Світла моя, муко» Василь Симоненко — читець;
- «Гамлет» Вільям Шекспір — Лаерт;
- «Безталанна» Іван Карпенко-Карий — парубок;
- «Маруся Чурай» Ліна Костенко — запорожець;
- «Се Ля Ві» Надія Ковалик — Феодул;
- «У неділю рано зілля копала…» Ольга Кобилянська — цимбаліст;
- «Моя професія — сеньйор із вищого світу» Джуліо Скарніччі, Ренцо Тарабузі — Вітторіо;
- «Пітер Пен» Джеймс Баррі — Смішко, боцман;
- «Мачуха» Оноре де Бальзак — Рашель;
- «Хоробрий півник» Наталя Забіла, Борис Яновський — Півник;
- «Тріумфальна жінка» Надія Ковалик — П'єр Костенко;
- «Два кольори» Дмитро Павличко — читець;
- «Андрей» Валерій Герасимчук — офіцер;
- «Для домашнього вогнища» Іван Франко — офіцер;
- «Доки сонце зійде, роса очі виїсть» Марко Кропивницький — Степан, парубок;
- «Івона, принцеса Бургундська» Вітольд Ґомбрович — Кирил, шляхтич;
- «Микита Кожум'яка» Олександр Олесь — син;
- «Благочестива Марта» Тірсо де Моліна — поручник;
- «Оргія» Леся Українка — Федон;
- «Серенада для судженої» Олена Пчілка, Славомир Мрожек — Перепелиця;
- «Сава Чалий» Іван Карпенко-Карий — Іван Найда, запорожець.

### Режисер
Режисер-постановник
- «Останній гречкосій» Орест Огородник
- «Блазні мимоволі» Орест Огородник
- «Криза» Орест Огородник
- «Сто тисяч» Іван Карпенко-Карий
- «Безодня» Орест Огородник
- «За двома зайцями» Михайло Старицький
- «Мила моя, люба моя» Орест Огородник

Сценарист
- І Міжнародного фестивалю імені Квітки Цісик, 2011 рік

Режисер
- «Івасик Телесик» Орест Огородник
- Творчі вечори Катерини Хом'як, Святослава Максимчука, Бориса Міруса
- Новорічно-різдвяний концерт
- Новорічні інтермедії
- «Криза», Волинський академічний обласний український музично-драматичний театрі ім. Т. Шевченка
- Режисер п'яти Фестивалів національних меншин у Львові
- І Міжнародного фестивалю імені Квітки Цісик, 2011 рік

Асистенти режисера
- «Сільва» Імре Кальман

## Нагороди
- Лауреат Обласної премії в галузі культури, літератури, мистецтва, журналістики та архітектури імені Бориса Романицького за 2009 рік — за постановку вистави на сучасну тематику «Криза», прем'єри сезону 2008—2009 роки[1].
- Диплом І ступеня II Всеукраїнського театрального фестивалю «Коломийські представлення» за виставу «Криза».
- Диплом II ступеня IV Всеукраїнського театрального фестивалю «Коломийські представлення» за виставу «Останній гречкосій».
- Премії Фестивалю «Тернопільські театральні вечори 2011» вистави «Останній гречкосій» у номінації «За режисуру 1-го ступеня» — Орест Огородник, режисер та автор вистави.

## Фільмографія
2023 «Новорічна шкереберть» (серіал) Павло Чорнобривець
2022р"Смак свободи" — Продавець на ринку
- 2008 — «Владика Андрей» — Леон
- 2002 — «Блакитний місяць» (Австрія) — Євген Пазукін[2]
- 2000 — «Нескорений» — Сорока, вояк УПА
- 1995 — «Атентат — Осіннє вбивство в Мюнхені» — Роман

Виконав головні ролі у рекламних роликах:
- «Львівське пиво» — Князь
- «Перша приватна броварня» — Бармер
- «Хлібний дар» — мужчина, на березі річки-«Чисте повітря не має запаху…»".